# William Fairbairn
William Fairbairn (ur. 19 lutego 1789 w Kelso, zm. 18 sierpnia 1874 w Moor Park) – szkocki wynalazca, konstruktor, przemysłowiec.
Zbudował ponad 1000 mostów. W latach 1817–1832 przebywał w Manchesterze, gdzie współpracował z Jamesem Lillie. W 1835 roku założył stocznię w Millwall w Londynie. Jako pierwszy wykorzystywał kute żelazo do budowy statków, mostów, belek konstrukcyjnych i szybów młyna. Udoskonalił konstrukcję kotłów parowych. W 1845 roku pracował u boku Roberta Stephensowa podczas budowy mostów kolejowych w Walii. Pracował również m.in. w Rosji, Austrii, Turcji, Irlandii oraz w Australii.
W 1850 roku został członkiem Royal Society. W 1869 roku otrzymał tytuł baroneta.
Jego bratem był Sir Peter Fairbairn, założyciel zakładów produkujących maszyny włókiennicze i obrabiarki w Leeds.